# Ṉ́
Ṉ́ (minuscule : ṉ́), appelé N accent aigu macron souscrit, est une lettre latine utilisée dans l’écriture du mbembe cross river.

## Représentations informatiques
Le N accent aigu macron souscrit peut être représenté avec les caractères Unicode suivants : 
- décomposé et normalisé NFC (supplément latin-1, diacritiques) :

| formes    | représentations | chaînes de caractères | points de code | descriptions                                                      |
| --------- | --------------- | --------------------- | -------------- | ----------------------------------------------------------------- |
| capitale  | Ṉ́               | Ń◌̱                    | U+0143 U+0331  | lettre majuscule latine n accent aigu diacritique macron souscrit |
| minuscule | ṉ́               | ń◌̱                    | U+0144 U+0331  | lettre minuscule latine n accent aigu diacritique macron souscrit |

- décomposé et normalisé NFD (latin de base, diacritiques) :

| formes    | représentations | chaînes de caractères | points de code       | descriptions                                                                  |
| --------- | --------------- | --------------------- | -------------------- | ----------------------------------------------------------------------------- |
| capitale  | Ṉ́               | N◌̱◌́                   | U+004E U+0331 U+0301 | lettre majuscule latine n diacritique macron souscrit diacritique accent aigu |
| minuscule | ṉ́               | n◌̱◌́                   | U+006E U+0331 U+0301 | lettre minuscule latine n diacritique macron souscrit diacritique accent aigu |